# Střížovice (Zlín)
Střížovice (in tedesco Strischowitz) è un comune della Repubblica Ceca facente parte del distretto di Kroměříž, nella regione di Zlín.